# Synaptula lamperti
Holothurie-serpent miniature
Espèce
Synaptula lamperti, communément appelé l’Holothurie-serpent miniature, est une espèce de concombres de mer de la famille des Synaptidae.

## Description
Il s'agit d'une toute petite holothurie serpentiforme, mesurant de 3 à 10 cm de longueur (l'holotype mesure 5 cm). Elle est généralement blanche (pouvant tirer sur le jaune ou le gris), et parcourue longitudinalement par cinq fines lignes (parfois doubles) pourpres ou bleuâtres : toutefois d'autres colorations semblent possibles (de blanc uni à pourpre sombre et réticulé). La bouche est entourée de dix tentacules digités (une quinzaine de paires de digitations, unies par une membrane et munies d'ocelles internes. Quand elle se sent menacée, cette holothurie se contracte.
L'anneau calcaire est d'un blanc pur et ressemble à un anneau (comme chez Synaptula reticulata). L'anneau cartilagineux est bien développé et sans canaux tentaculaires. On compte 8 à 10 vésicules de Poli et un seul canal minéral. Les gonades sont ramifiées. Le canal alimentaire est attache au mésentère mid-dorsal. Les deux autres mésentères dorsaux sont asymétriques, le gauche bien plus développé. 
Sur le plan squelettique, les ancres mesurent 230 sur 150 µm. Ses extrémités sont finement dentées, et les plaques anchorales mesurent 170 sur 140 µm, percées de 9 trous. 

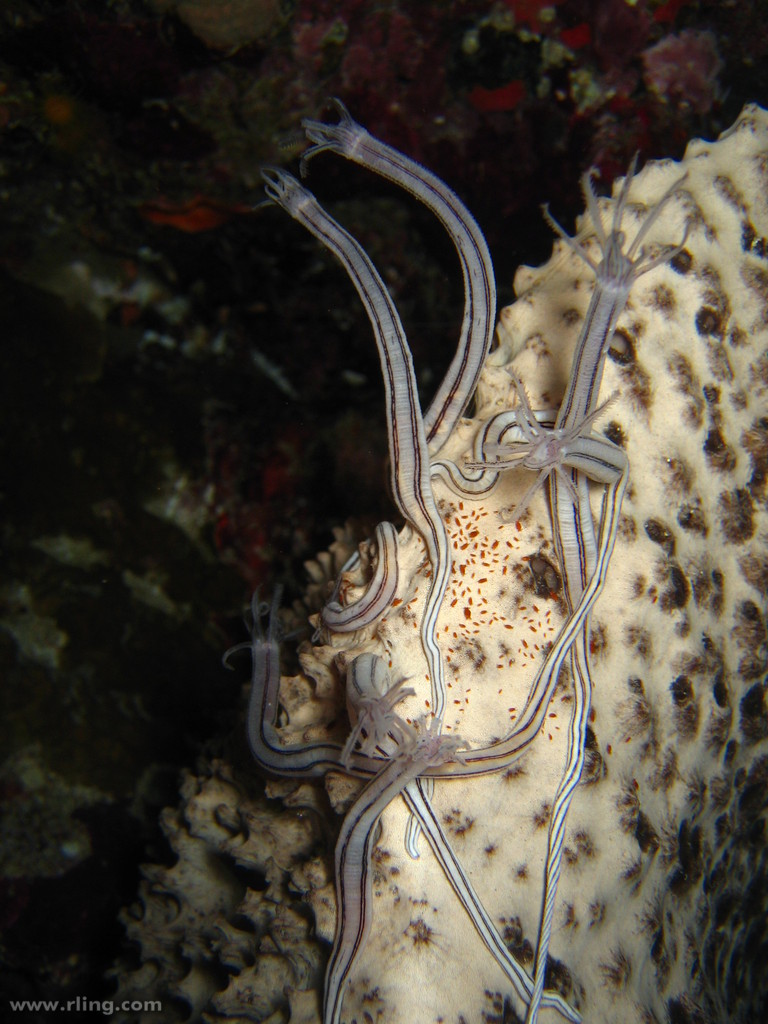
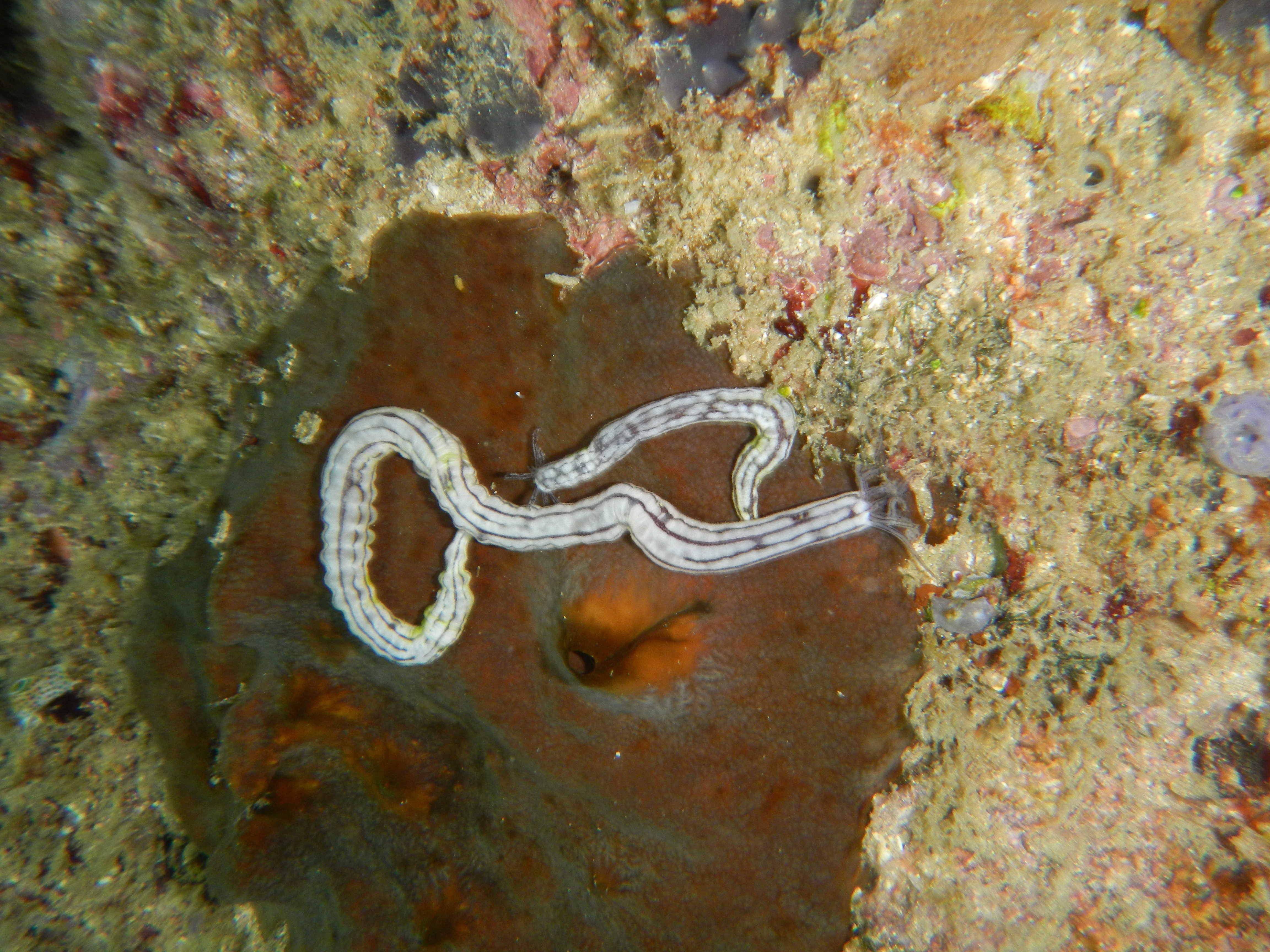
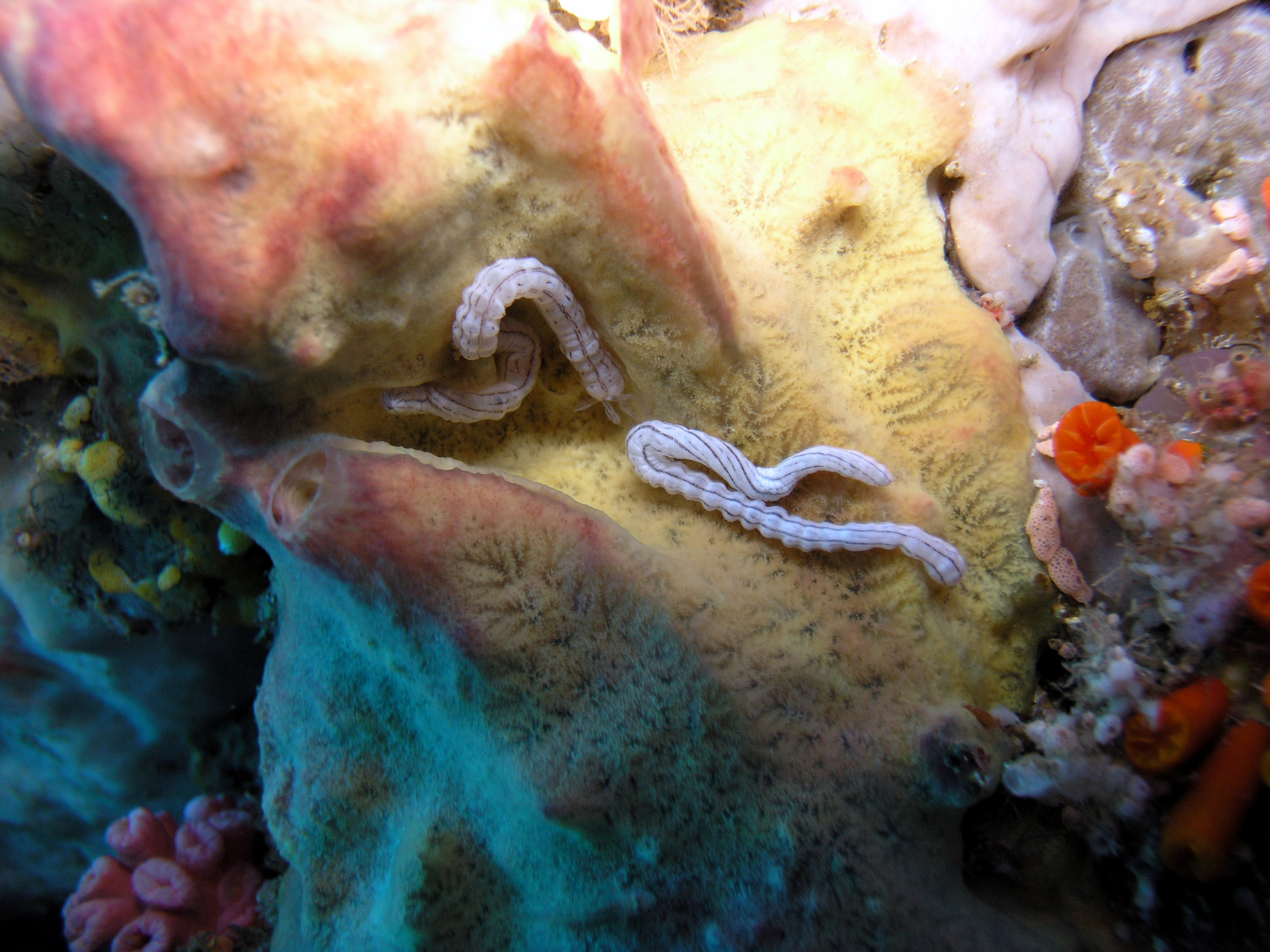

Le genre Synaptula compte une trentaine d'espèces très semblables, aussi l'identification comme Synaptula lamperti est souvent attribuée abusivement à toutes les espèces observées par des amateurs. Les patrons de coloration, jadis utilisés pour distinguer ces espèces (notamment chez le descripteur, Heding, en 1928) semblent toutefois peu fiables, et le nombre de mise sen synonymies d'espèces visuellement distinctes, notamment avec Synaptula lamperti, doit inviter à la plus grande prudence, en dehors de toute vérification par les spicules dermiques.

## Habitat et répartition

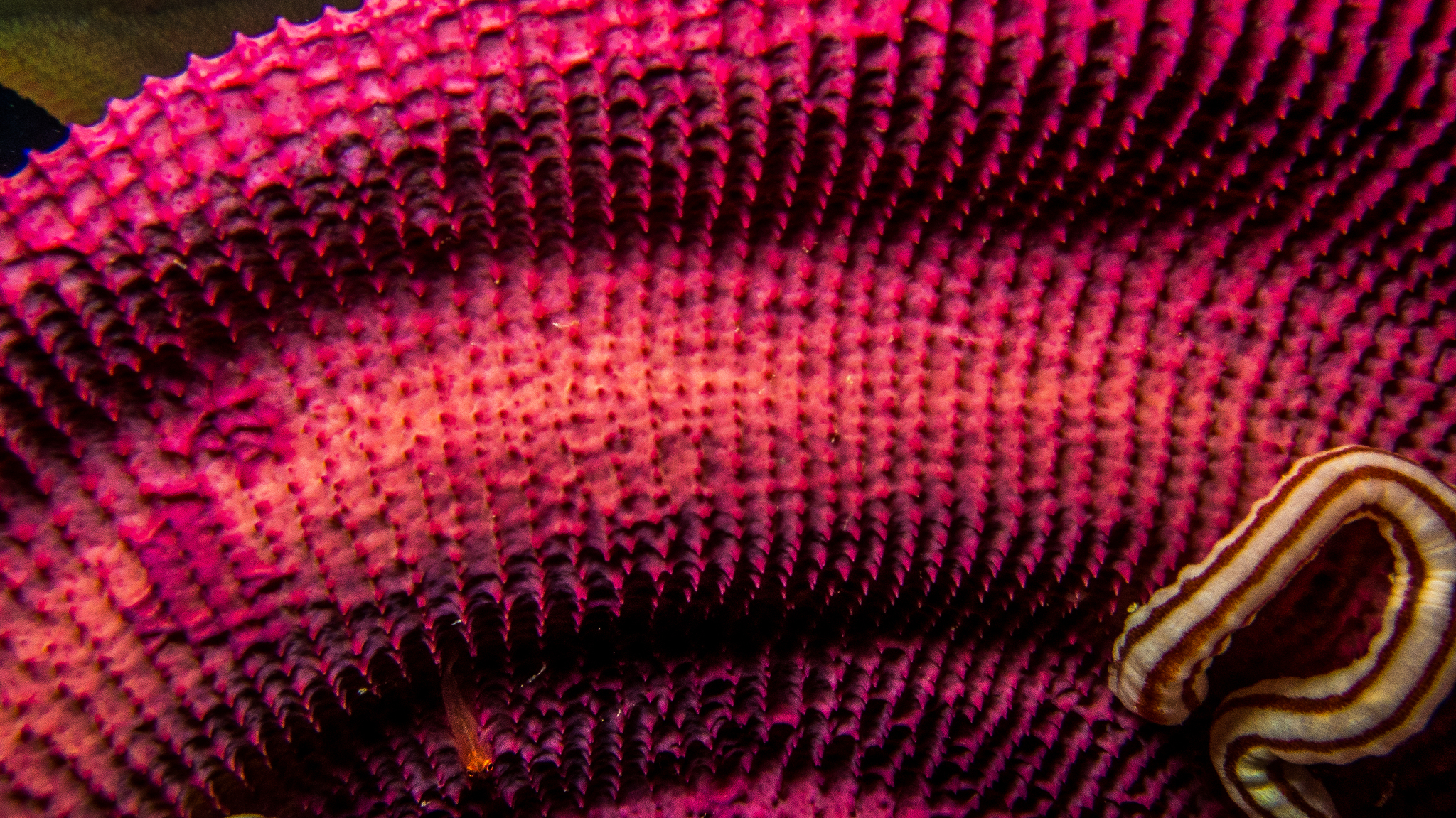
Synaptula lamperti sur une éponge Ianthella basta.

Contrairment à ce qu'on lit parfois, cette espèce semble endémique de l'Indo-Pacifique central, de la Mer d'Andaman à la Mélanésie et aux Philippines.
Espèce benthique, on la trouve posée sur le fond, principalement dans les lagons calmes, sur fonds sableux peu profonds, les herbiers et à proximité des éponges (comme l'espèce Ianthella basta,), entre 5 et 30 m de profondeur. On la trouve parfois en groupes.

## Écologie et comportement

### Alimentation
Comme toutes les holothuries de son ordre, cette espèce se nourrit en ingérant le substrat sableux, qu'elle trie grossièrement et porte à sa bouche à l'aide de ses tentacules buccaux préhensiles et adhésifs pour en digérer les particules organiques (régime en grande partie détritivore). L'espèce profite notamment des rejets de l'éponge Ianthella basta à laquelle elle est fortement associée.

### Reproduction
La reproduction est gonochorique, et mâles et femelles relâchent leurs gamètes en même temps grâce à un signal phéromonal, en pleine eau, où œufs puis larves vont évoluer parmi le plancton pendant quelques semaines avant de se fixer.

### Parasitisme
Le petit gastéropode Vitreobalcis laevis de la famille Eulimidae a été observé parasitant l'holothurie.

## Systématique
Le nom valide complet (avec auteur) de ce taxon est Synaptula lamperti Heding, 1928.
Synaptula lamperti a pour synonymes :
- Synaptula membrana Heding, 1928 (espèce donnée comme « pure white »)
- Synaptula purpurea Heding, 1928 (espèce donnée comme pourpre sombre, ornée d'un motif réticulé, tentacules jaunâtres)

## Publication originale
- Heding, S.G. (1928). Papers from Dr. Th. Mortensen's Pacific Expedition 1914—16. XLVI. Synaptidæ. Videnskabelige Meddelelser fra Dansk naturhistorisk Forening i Kjøbenhavn. 85: 105-323, pls. II-III.